# Tongguanshan
Tongguanshan var ett stadsdistrikt och säte för stadsfullmäktige i Tongling i Anhui-provinsen i östra Kina. I oktober 2015 slogs det samman med stadsdistriktet Shizishan och bildade det nya stadsdistriktet Tongguan. 
1. ↑  http://www.geohive.com/cntry/CN-34_ext.aspx